# Episodi di Il commissario Köster (quattordicesima stagione)
La quattordicesimo stagione della serie televisiva Il commissario Köster è stata trasmessa in prima visione negli Germania da ZDF dal 19 gennaio 1990.
| n. | Titolo originale                  | Titolo italiano                         | Prima TV Germania | Prima TV Italia |
| -- | --------------------------------- | --------------------------------------- | ----------------- | --------------- |
| 1  | Die Wahrheit                      | La verità                               | 19 gennaio 1990   |                 |
| 2  | Die Braut ohne Gedächtnis         | La ragazza con il velo da sposa         | 16 febbraio 1990  |                 |
| 3  | Der Nachfolger                    | Il successore                           | 16 marzo 1990     |                 |
| 4  | Ende mit Schrecken                | Morte di un detective privato           | 27 aprile 1990    |                 |
| 5  | Tod eines Beerdigungsunternehmers | Morte di un impresario di pompe funebri | 22 giugno 1990    |                 |
| 6  | So gut wie tot                    | Un giovane irrequieto                   | 27 luglio 1990    |                 |
| 7  | Ein Schuß zu wenig                | Il bossolo scomparso                    | 31 agosto 1990    |                 |
| 8  | Er war nie ein Kavalier           | Un maledetto imbroglio                  | 21 settembre 1990 |                 |
| 9  | Der Verlierer                     | Il giocatore                            | 19 ottobre 1990   |                 |
| 10 | Mörderisches Inserat              | Un compleanno importante                | 16 novembre 1990  |                 |
| 11 | Der leise Tod                     | Un padre di troppo                      | 7 dicembre 1990   |                 |